# Історичний район окружного суду округу Шеклфорд
32°43′22″ пн. ш. 99°17′47″ зх. д. / 32.722777777778° пн. ш. 99.296388888889° зх. д.
Історичний район суду округу Шакелфорд — це історичний район в Олбані, штат Техас. Він приблизно обмежений Південною 1-ю, Південною 4-ю, Південною Джейкобс та Південною Пекан вулицями, з центром на площі перед будівлею суду. Внесений до Національного реєстру історичних місць у 1976 році, район включає будівлю суду округу Шакелфорд та низку навколишніх вікторіанських будівель кінця ХІХ — початку XX століть.

## Історія
Округ Шакелфорд був створений у 1858 році, а його окружний центр був перенесений в Олбані, штат Техас, у 1874 році. Будівля суду з дерев'яним каркасом була зведена у 1875 році, а окружна в'язниця (нині Центр мистецтв "Стара в'язниця") — у 1878 році. Шістнадцять ділянок з 25-футовими (7,6 м) фасадами були закладені по обидва боки площі перед будівлею суду, яка стала центром міста, що зростало. У 1881 році Олбані став кінцевою станцією Техаської центральної залізниці, після чого люди та підприємства переїхали до окружного центру з навколишніх населених пунктів.
Більшість споруд, побудованих навколо будівлі суду до прибуття залізниці, були дерев'яними, але у 1880-х роках навколо площі з'явилося більше комерційних і громадських будівель, більшість з яких були збудовані з каменю. Пресвітеріанська церква була зведена у 1882 році. У 1883 році один з будинків на площі був переобладнаний під першу державну школу Олбані, а двоповерхова будівля банку, зведена того ж року, стала міською ратушею. Перша будівля суду була знесена в 1883 році, а в 1884 році її замінили на сучасну будівлю окружного суду Шеклфорда. До 1890-х років на ділянках навколо площі з'явилися численні магазини, житлові будинки та готелі.
З початку XX століття до будівель у районі суду було внесено мало змін, а наймолодші будівлі датуються 1920-ми роками. Окремі будівлі були відреставровані їхніми власниками в різний час, а власники бізнесу в районі співпрацювали, щоб сприяти збереженню історичної спадщини. 30 липня 1976 року площа перед будівлею суду та прилеглі до неї ділянки були внесені до Національного реєстру історичних місць як історичний район на знак визнання добре збереженої вікторіанської прикордонної архітектури. Згідно з номінаційною формою, район зберігає "чарівність північно-західного техаського прикордоння".